# David J
David J, pseudonimo di David John Haskins (Northampton, 24 aprile 1957), è un bassista, cantante e cantautore britannico, conosciuto per aver fatto parte di band importati del post-punk, goth rock e neo-psichedelia degli anni '80, come Bauhaus, The Jazz Butcher e Love and Rockets. Il suo primo disco solista è stato pubblicato nel 1983.

## Discografia

### Solista
- 1983 - Etiquette of Violence
- 1985 - Crocodile Tears and the Velvet Cosh
- 1986 - On Glass
- 1990 - Songs from Another Season
- 1992 - Urban Urbane
- 1996 - The Birth Caul con Alan Moore e Tim Perkins
- 1996 - The Moon and Serpent Grand Egyptian Theater of Marvels con Alan Moore e Tim Perkins
- 2003 - Estranged
- 2003 - Embrace Your Dysfunction
- 2005 - Evocations (Three)
- 2011 - Not Long For This World
- 2014 - An Eclipse of Ships
- 2016 - Carpe Noctem come M.C. Nightshade & the Theatre Bizarre Orchestra

### Contributi e collaborazioni
come musicista
- 1984: A Scandal in Bohemia dei Jazz Butcher –  bass, glockenspiel
- 1985: Sex and Travel dei Jazz Butcher – bass
- 1996: "Porpoise Head" dei Porno for Pyros – bass
- 2003: "Strays" dei Jane's Addiction – bass
- 2003: "She's in Fiesta's" dei Panoptica – bass
- 2005: Evocations dei Three (David J, Joyce Rooks, Don Tyler) – bass, arrangements
- 2005: Wild Light dei Mount Sims – bass
- 2005: "Splinters of The Cross" dei Basic – lead vocal
- 2005: "Angel David" from The Men Album di Jarboe – vocals / lyrics (with Robert Kaechele – programming)
- 2008: "Sleaze" dei Strange Attractor – lead vocal
- 2008: Repo! The Genetic Opera (movie soundtrack) – bass
- 2010: "Stormwinds" dei Armed Love Militia (Fairuza Balk & John Flannery) – bass, keys
- 2011: "The Corridor" dei Strange Attractor – lead vocal
- 2011: "Salahadeen" dei Jajouka Soundsystem (Bachir Attar & Dub Gabriel) – bass
- 2011: Riding a Black Unicorn dei Voltaire – bass
- 2012: Starfishing dei Darwin – production, bass, organ, vocals
- 2012: Theatre Is Evil di Amanda Palmer & the Grand Theft Orchestra – bass on track "Melody Dean"
- 2012: "Spalding Grey Can't Swim" di George Sarah – lead vocal
- 2013: "Luv n Liv" dei U-Roy + Dub Gabriel – bass, glockenspiel
- 2013: "Take You Back" dei Juakali + Dub Gabriel – bass, Farfisa organ
- 2013: "Take You Deep", "Blood Bound", "Voyage of The Damned" – shared vocals (with Johnette Napolitano) & acoustic guitar
- 2014: "Heart of Glass" dei Stellarum – bass
- 2014: "Stellarum" dei Stellarum – bass
- 2014: Souvenir EP dei Darwin – co-production, bass

come compositore
- 2003: Strays dei Jane's Addiction – co-wrote track "Strays"
- 2005: Splinters of The Cross dei Basic – co-wrote track "Splinters of The Cross"
- 2005: The Men Album di Jarboe – co-wrote track "Angel"
- 2008: Mettle dei Strange Attractor – co-wrote track "Sleaze"
- 2011: "Anatomy of a Tear" dei Strange Attractor – co-wrote track "The Corridor"
- 2012: "Who Sleeps The Sleep of Peace" dei George Sarah – co-wrote track "Spalding Grey Can't Swim"
- 2013: "Take You Deep", "Blood Bound", "Voyage of The Damned" dei Tres Vampires – co-wrote tracks
- 2014: "This Machine" dei the Dandy Warhols – co-wrote track "The Autumn Carnival"

### Musiche per film e teatro
- 2003: Cascando di Samuel Beckett (no label)
- 2007: The Devil's Muse (Ebola Music)
- 2009: Silver for Gold: The Odyssey of Edie Sedgwick di David J (Urban Urbane Music)
- 2012: The Chanteuse and The Devil's Muse (Urban Urbane)